# Шкільні джунглі
 Шкільні джунглі (англ. «Blackboard Jungle») — драма, екранізація твору відомого американського письменника — Евана Гантера. Номінація на премію «Оскар» за найкращий сценарій-адаптацію; найкращу роботу оператора; найкращу роботу художника-постановника; найкращий монтаж.

## Сюжет
Учитель Річард Дадьєр отримує призначення в школу, де навчається дуже багато важких підлітків, а вчителі змирилися з тим, що втратили контроль над учнями. Річард намагається завоювати авторитет серед своїх учнів, проте наштовхується на ворожість. Ситуація доходить до того, що починають загрожувати вагітній дружині Дадьєра. У люті він звинувачує у всьому чорношкірого учня Грегорі Міллера, якого він вважає головним призвідником в класі.

## Актори
- Гленн Форд — Річард Дедьєр
- Енн Френсіс — Ен Дедьєр
- Джон Хойт — містер Варнеке
- Річард Кілі — Джошуа Едвардс
- Сідні Пуатьє — Грегорі Міллер
- Пол Мазурські — Еммануїл Стокер
- Джеймі Фарр — Сантіні (вперше на екрані)
- Луї Келхерн — Джим Мердок